# Dilophiocara
Genre
Dilophiocara est un genre d'opilions eupnois de la famille des Sclerosomatidae.

## Distribution
Les espèces de ce genre se rencontrent en Asie centrale.

## Liste des espèces
Selon World Catalogue of Opiliones (16/05/2021) :
- Dilophiocara afghanum (Roewer, 1960)
- Dilophiocara bactrianum Redikortsev, 1931

## Publication originale
- Redikortsev, 1931 : « Ein neuer Weberknecht aus Buchara. » Zoologischer Anzeiger, vol. 97, p. 31–32.